# Rogožarski SIM-XII-H
Rogozarski SIM-XII-H (Рогожарски СИМ-XII-Х) là một loại thủy phi cơ huấn luyện của Nam Tư, được thiết kế vào năm 1938. Do hãng Rogožarski ở Belgrade chế tạo.

## Quốc gia sử dụng
Kingdom of Yugoslavia
- Không quân Hoàng gia Nam Tư 9 chiếc
- Hải quân Hoàng gia Nam Tư

## Tính năng kỹ chiến thuật
Dữ liệu lấy từ Станојевић, Д.; Јанић, Ч; (12/1982.).
Đặc tính tổng quan
- Kíp lái: 2
- Chiều dài: 7,50 m (24 ft 7 in)
- Sải cánh: 11 m (36 ft 1 in)
- Chiều cao: 2,96 m (9 ft 9 in)
- Diện tích cánh: 20,5 m2 (221 foot vuông)
- Trọng lượng rỗng: 635 kg (1.400 lb)
- Trọng lượng có tải: 920 kg (2.028 lb)
- Động cơ: 1 × Walter Major 6 , 140 kW (190 hp)
- Cánh quạt: 2-lá

Hiệu suất bay
- Vận tốc cực đại: 208 km/h (129 mph; 112 kn) 212
- Tầm bay: 840 km (522 mi; 454 nmi)